# 巴甫利夫卡 (哈爾科夫區)
49°47′7″N 35°53′15″E / 49.78528°N 35.88750°E
巴甫利夫卡（烏克蘭語：Павлівка）是位於烏克蘭東部的村莊，由哈爾科夫州哈爾科夫區的新沃多拉哈市鎮負責管轄。該村面積0.82平方公里，海拔高度100米，2001年人口175，人口密度每平方公里212.9人。